# Colin Sutherland, Lord Carloway

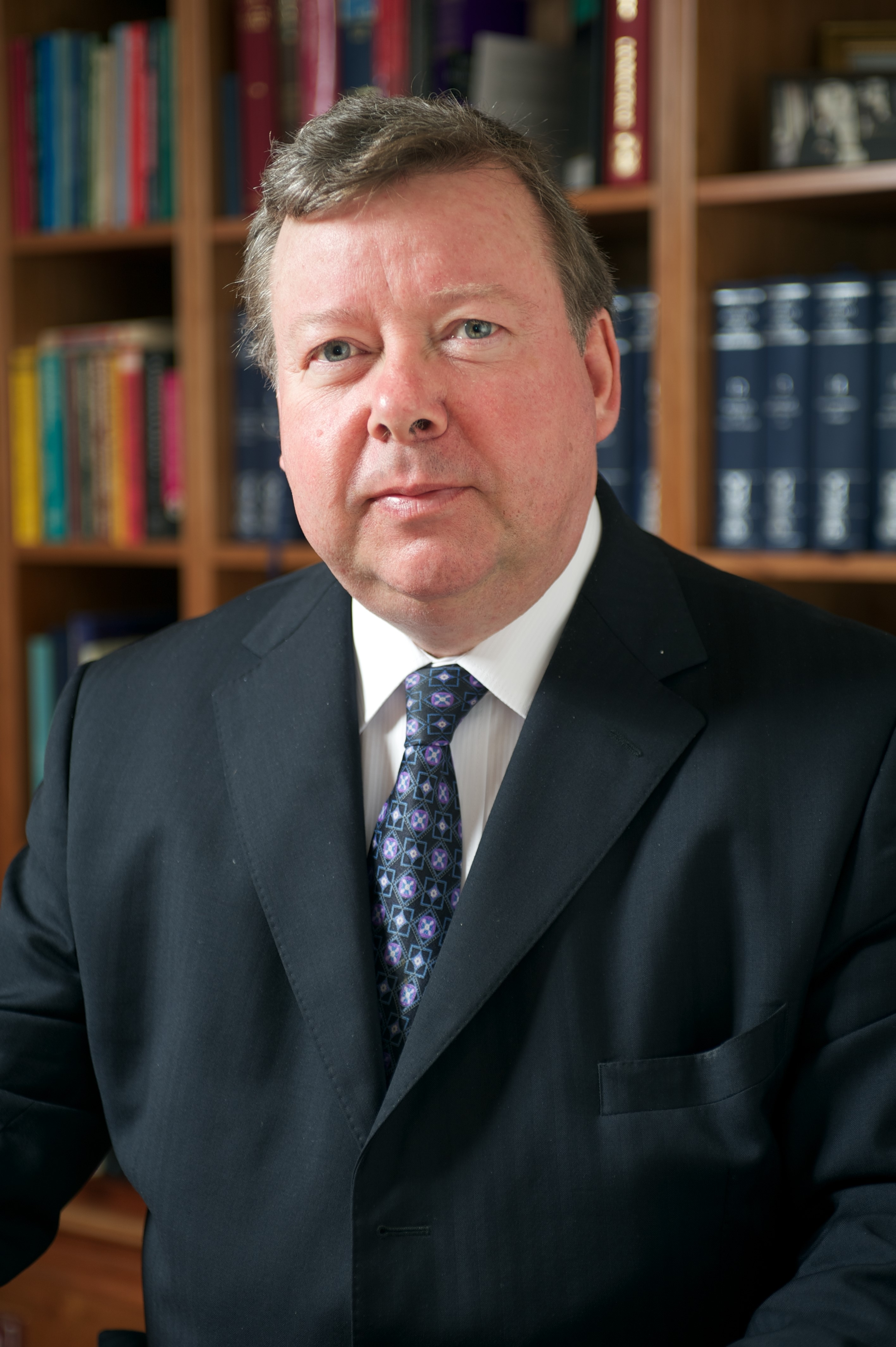
Colin Sutherland, Lord Carloway

Colin John MacLean Sutherland, Lord Carloway PC (* 20. Mai 1954 in Falkirk, Schottland) ist ein schottischer Anwalt. Seit 2015 amtiert er als Lord President und Lord Justice General und damit als oberster schottischer Richter.

## Karriere
Seine Ausbildung in Rechtswissenschaften erhielt er an der University of Edinburgh. Seine Aufnahme in die Faculty of Advocates erfolgte 1977, die Ernennung zum Advocate Depute 1986. Kronanwalt ist er seit dem Jahr 1990. Im Februar 2000 wurde er zum Senator am College of Justice berufen und nahm den Titel Lord Carloway an. Die Berufung ins Privy Council erfolgte 2008. Am 15. August 2012 wurde er zum Lord Justice Clerk ernannt. Seine Ernennung zum Lord President und Lord Justice General und damit zum obersten schottischen Richter als Nachfolger von Brian Gill wurde am 18. Dezember 2015 bekannt gegeben.

## Privatleben
Er ist seit 1988 verheiratet mit Jane Turnbull. Mit ihr hat er zwei Söhne.